# Ponerosteus
Ponerosteus (лат.) — сомнительный род динозавров. Ископаемые остатки, относимые к роду, найдены в породах сеноманского яруса мелового периода неподалёку от чешского города Кралупи-над-Влтавоу.

## История изучения
Голотип NAMU Ob 4 обнаружен палеонтологом и зоологом Антонином Фричем в 1878 году и описан как Iguanodon exogirarum. В 1905 году Фрич выделил вид в род Procerosaurus и отнёс его к орнитоподам, не подозревая, что такое название рода уже используется. В 2000 году Георг Ольшевский из-за этого факта заменил название рода на Ponerosteus, которое можно перевести как «плохой», «никчёмный» или «бесполезная кость», что точно описывает характер имеющегося материала.
С 1988 года вид считается nomen dubium, потому что голотип представляет собой только большую берцовую кость, которая может даже и не принадлежать динозавру.

## Классификация
С момента описания единственного вида, относимого к роду, его 2 раза переименовывали:
- Iguanodon exogirarum Fritsch, 1905
- Procerosaurus exogirarum (Fritsch, 1905)
- Ponerosteus exogyrarum (Fritsch, 1905)